# 20-as busz (Kecskemét)
A kecskeméti 20-as jelzésű autóbusz a Széchenyi tér és a Széchenyiváros között közlekedik. A viszonylatot a Kecskeméti Közlekedési Központ megrendelésére az Inter Tan-Ker Zrt. üzemelteti.

## Útvonala
| Széchenyi tér ► Széchenyiváros ► Széchenyi tér |
| --- |
| Széchenyi tér vá. – Kápolna utca – Szövetség tér – Ady Endre utca – Balaton utca – Nyíri út – Akadémia körút – Irinyi utca – Kápolna utca – Széchenyi tér vá. |

## Megállóhelyei
Az átszállási kapcsolatok között az azonos útvonalon közlekedő 3-as és 20H busz nincsen feltüntetve.
| 0  | Széchenyi tér végállomás | |
| 3  | Honvéd Kórház            | 5 |
| 5  | Nyíri úti kórház         | 14D, 21, 22, 350 |
| 6  | SZTK                     | 14D, 21, 22, 29, 34A, 350 Helyközi buszok                                                                           |
| 7  | Planetárium              | 14D, 21, 29, 34, 34A, 350                                                                                           |
| 8  | Aradi Vértanúk tere      | 14D, 21, 29, 34, 34A, 350 Helyközi buszok                                                                           |
| 9  | Balaton utca             | 10, 12, 34A |
| 10 | Szent Imre utca          | 4, 10, 12, 14, 29, 34A                                                                                              |
| 11 | Szövetség tér            | 34A |
| 13 | Széchenyi tér végállomás | 2, 2A, 2D, 2S, 4, 4A, 4C, 5, 6, 7, 7C, 9, 10, 11, 11A, 12, 13, 13D, 13K, 14, 16, 18, 23, 23A, 28, 29, 34A, 169, 916 |